# Manra
Manra, o illa Sidney, és una de les illes Fènix de la república de Kiribati.
L'illa té forma triangular amb una superfície total de 4,4 km². És un antic atol amb la llacuna interior sense cap canal de sortida al mar. Això fa que l'aigua s'evapori i resulti una llacuna molt salada per sota el nivell del mar, sense vida marina. Als esculls, en canvi, la fauna és molt diversa. A terra abunden porcs domèstics en estat salvatge, rates, sargantanes, crancs i insectes. És deshabitada.
S'hi troben antigues ruïnes polinèsiques. Va ser descoberta, el 1823, pel capità Emment del balener anglès Sydney Packet i la va anomenar Sydney Island. Reclamada pels interessos nord-americans sobre el guano, sembla que no va arribar a ser explotada. El 1975 va ser declarada reserva natural.